# Bertha von Redern
Gräfin Dorothea Sophia Bertha von Redern auch Berta Jenisch (* 12. Februar 1811 in Hamburg; † 28. Juli 1875 auf Schloss Lanke in Lanke) war eine deutsche Malerin.

## Leben

### Familie
Bertha von Redern entstammte der Hamburger Kaufmannsfamilie Jenisch und war die Tochter des Kaufmanns und Senators Martin Johann Jenisch und dessen Ehefrau Catherina Dorothea († 1811), Tochter des Kaufmanns Johann Heinrich Rendtorff (1723–1786); sie hatte noch zwölf Geschwister, die bereits teilweise in jungen Jahren verstarben. Ihre Tante war Margaretha Elisabeth Jenisch, Schulleiterin und Mäzenin.
Am 19. Dezember 1834 heiratete sie Graf Friedrich Wilhelm von Redern; gemeinsam hatten sie eine Tochter, Louise Wilhelmine Adelaide Marie (* 27. März 1846; † 29. Dezember 1856). Er war Generalintendant der Königlichen Schauspiele zu Berlin, Oberstkämmerer von König Wilhelm I. sowie Kanzler des Schwarzen Adlerordens und einer der reichsten Großgrundbesitzer Preußens.
Nach ihrer Tochter wurde das Forsthaus auf dem Rittergut in Görlsdorf benannt, aus dem der heutige Ort Luisenthal bei Angermünde entstand.
Im Winter hielt sie sich überwiegend in Berlin auf, während sie im Sommer auf dem Landsitz in Görlstorf und im Schloss Lanke wohnte.

### Werdegang
Bertha von Redern erhielt vermutlich bereits in ihrer Kindheit Privatunterricht, verbunden mit Zeichenunterricht. Später lebte sie bei ihrem Bruder, Martin Johann Jenisch der Jüngere, der als Besitzer des Flottbeker Gutes das Jenisch-Haus erbauen ließ; zudem unterhielt dieser ein Stadthaus mit einer guten Gemäldegalerie an den Großen Bleichen in Hamburg, zwei Rittergüter in Holstein sowie die Herrschaft Kalø auf Jütland.
Neben dem 1834 entstandenem Figurenbildnis eines jungen Mädchens in Tracht vor Landschaft im Altonaer Museum befinden sich weitere Zeichnungen und Aquarelle im Privatbesitz.
1834 unterstützte sie, gemeinsam mit dem Tönninger Bürgermeister Möller und Amalie Schoppe, den späteren Schriftsteller Friedrich Hebbel finanziell, um diesem zu ermöglichen, am Johanneum in Hamburg seine Schulbildung zu vollenden und später zu studieren zu können.
In Berlin war Bertha von Redern auf das Engste in die Kreise am Hof eingebunden.

## Ehrungen und Auszeichnungen
- Bertha von Redern erhielt das Verdienstkreuz für Frauen und Jungfrauen.[9]

## Werke (Auswahl)
- Blumenorakel (1834) im Altonaer Museum, Hamburg.